# 한국철도공사 7400호대 디젤 기관차
7400호대 디젤 전기 기관차는 한국철도공사의 여객·화물 견인용 전기식 특대형 디젤 기관차이다. 장대화  맞추어 도입된 7300호대 이후 추가로 1997년부터 2000년까지 도입되었다. 모두 84량이 도입되었다. (1997~2000)

## 기술적 사양
한국철도공사 7300호대 디젤 기관차와 기본적 사양은 동일하나, 대차의 베어링이 롤러베어링으로 개량되었으며 운전실의 냉방설비를 처음부터 갖추었다.

## 현황
총 84량이 제작되어 도입되었으나, 2025년 현재 7403호, 7408호, 7414호, 7415호, 7416호, 7417호, 7418호, 7419호, 7420호, 7421호, 7425호, 7430호, 7437호, 7439호, 7442호, 7462호, 7464호, 7482호를 제외한 66량이 운행 중이며 현재 운행 중인 차량은 가독성을 높이기 위해 굵은 글씨로 표시했다.
| 차호   | 시리얼    | 도입 시기   | 운행 중단 시기   | 비고 |
| ------ | --------- | ----------- | ---------------- | --- |
| 7401호 | HDPI97.1  | 1997년 11월 | 운행 중          | 7400호대의 첫번째 차량이다. |
| 7402호 | HDPI97.2  | 1997년 11월 | 운행 중          | |
| 7403호 | HDPI97.3  | 1997년 11월 | 2022년 12월 10일 | 7400호대 중 최초로 내구 연한 만료로 인해 퇴역하였다. 2026년 고철 매각예정이다. |
| 7404호 | HDPI97.4  | 1997년 11월 | 운행 중          | |
| 7405호 | HDPI97.5  | 1997년 11월 | 운행 중          | |
| 7406호 | HDPI97.6  | 1997년 11월 | 운행 중          | |
| 7407호 | HDPI97.7  | 1997년 11월 | 운행 중          | |
| 7408호 | HDPI97.8  | 1997년 11월 | 2022년 12월 31일 | 2002년에 3연속 건널목 사고 발생 차량이다. 2026년 고철 매각예정이다. |
| 7409호 | HDPI97.9  | 1997년 11월 | 운행 중          | |
| 7410호 | HDPI97.10 | 1997년 11월 | 운행 중          | |
| 7411호 | HDPI97.11 | 1997년 11월 | 운행 중          | |
| 7412호 | HDPI97.12 | 1997년 11월 | 운행 중          | |
| 7413호 | HDPI97.13 | 1997년 11월 | 운행 중          | 전면 왼쪽 편성번호가 뜯겨있는 체로 운행중이다. 전면부에 얼룩이 많이 묻어있다. |
| 7414호 | HDPI97.14 | 1997년 11월 | 2022년 12월 31일 | 2023년 고철 매각되었다. |
| 7415호 | HDPI97.15 | 1998년 11월 | 2023년 3월 31일  | 2026년 고철 매각예정이다. |
| 7416호 | HDPI97.16 | 1998년 11월 | 2023년 3월 31일  | 2025년 고철 매각되었다. |
| 7417호 | HDPI97.17 | 1998년 11월 | 2023년 3월 31일  | 2026년 고철 매각예정이다. |
| 7418호 | HDPI97.18 | 1998년 11월 | 2023년 3월 31일  | 2026년 고철 매각예정이다. |
| 7419호 | HDPI97.19 | 1998년 11월 | 2023년 4월 30일  | 2025년 고철 매각되었다. |
| 7420호 | HDPI97.20 | 1998년 11월 | 2023년 4월 30일  | 2026년 고철 매각예정이다. |
| 7421호 | HDPI98.1  | 1998년 11월 | 2023년 6월 30일  | 2010년 12월 20일 경춘선 무궁화호의 마지막 하행열차를 견인하였다. 2026년 고철 매각예정이다. |
| 7422호 | HDPI98.2  | 1998년 11월 | 운행 중          | |
| 7423호 | HDPI98.3  | 1998년 11월 | 운행 중          | |
| 7424호 | HDPI98.4  | 1998년 11월 | 운행 중          | 창문이 쇠창틀로 교체되었다. |
| 7425호 | HDPI98.5  | 1998년 11월 | 2023년 11월 12일 | 2010년 12월 20일 경춘선 무궁화호의 마지막 상행열차를 견인하였다. 2026년 고철 매각예정이다. |
| 7426호 | HDPI98.6  | 1998년 11월 | 운행 중          | |
| 7427호 | HDPI98.7  | 1998년 11월 | 운행 중          | |
| 7428호 | HDPI98.8  | 1998년 11월 | 운행 중          | |
| 7429호 | HDPI98.9  | 1998년 11월 | 운행 중          | |
| 7430호 | HDPI98.10 | 1998년 11월 | 2016년 4월 23일  | 율촌역 열차 탈선 사고로 대피및 사망자 발생으로 인하여 2016년 8월 31일 폐차되었고, 2018년 고철 매각되었다. |
| 7431호 | HDPI98.11 | 1998년 11월 | 운행 중          | 2022년에 영등포역 무궁화호 탈선 사고 당시 운행 차량이다. |
| 7432호 | HDPI98.12 | 1998년 11월 | 운행 중          | |
| 7433호 | HDPI98.13 | 1998년 11월 | 운행 중          | 1999년에 천안 새마을호 열차 탈선 사고 이력이 있었다. |
| 7434호 | HDPI98.14 | 1998년 11월 | 운행 중          | 2018년 4월 30일 객차형 새마을호의 용산행 마지막 상행열차를 견인하였다. |
| 7435호 | HDPI98.15 | 1998년 11월 | 운행 중          | 2007년 남북 열차 시험운행을 한 적이 있는 기관차이다. |
| 7436호 | HDPI98.16 | 1998년 11월 | 운행 중          | 2023년에는 경전선 디젤 무궁화호를 마지막으로 운행하였다. |
| 7437호 | HDPI98.17 | 1998년 11월 | 2024년 1월 9일   | 2026년 고철 매각예정이다. |
| 7438호 | HDPI98.18 | 1998년 11월 | 운행 중          | |
| 7439호 | HDPI98.19 | 1998년 11월 | 2024년 8월 31일  | 2026년 고철 매각예정이다. |
| 7440호 | HDPI98.20 | 1998년 11월 | 운행 중          | |
| 7441호 | HDPI98.21 | 1998년 11월 | 운행 중          | |
| 7442호 | HDPI98.22 | 1998년 11월 | 2024년 10월 20일 | 2026년 고철 매각예정이다. |
| 7443호 | HDPI98.23 | 1998년 11월 | 운행 중          | |
| 7444호 | HDPI99.1  | 1998년 11월 | 운행 중          | 현대정공에서 도입한 마지막 7400호대이다. |
| 7445호 | HDPI99.2  | 1999년 12월 | 운행 중          | 7445호 이후의 40량은 한국철도차량에서 납품받았다. |
| 7446호 | HDPI99.3  | 1999년 12월 | 운행 중          | |
| 7447호 | HDPI99.4  | 1999년 12월 | 운행 중          | |
| 7448호 | HDPI99.5  | 1999년 12월 | 운행 중          | 영화 부산행에 나온 차량이다 |
| 7449호 | HDPI99.6  | 1999년 12월 | 운행 중          | |
| 7450호 | HDPI99.7  | 1999년 12월 | 운행 중          | |
| 7451호 | HDPI99.8  | 1999년 12월 | 운행 중          | |
| 7452호 | HDPI99.9  | 1999년 12월 | 운행 중          | |
| 7453호 | HDPI99.10 | 1999년 12월 | 운행 중          | |
| 7454호 | HDPI99.11 | 1999년 12월 | 운행 중          | |
| 7455호 | HDPI99.12 | 1999년 12월 | 운행 중          | |
| 7456호 | HDPI99.13 | 1999년 12월 | 운행 중          | |
| 7457호 | HDPI99.14 | 1999년 12월 | 운행 중          | |
| 7458호 | HDPI99.15 | 1999년 12월 | 운행 중          | |
| 7459호 | HDPI99.16 | 1999년 12월 | 운행 중          | |
| 7460호 | HDPI99.17 | 1999년 12월 | 운행 중          | |
| 7461호 | HDPI99.18 | 1999년 12월 | 운행 중          | |
| 7462호 | HDPI99.19 | 1999년 12월 | 2023년 10월 31일 | 대전철도차량정비단 구내 궤도이탈 사고로 폐차되었다. 2025년 고철 매각되었다. |
| 7463호 | HDPI99.20 | 1999년 12월 | 운행 중          | |
| 7464호 | HDPI99.21 | 1999년 12월 | 2025년 6월 30일  | |
| 7465호 | HDPI99.22 | 1999년 12월 | 운행 중          | |
| 7466호 | HDPI99.23 | 1999년 12월 | 운행 중          | |
| 7467호 | HDPI99.24 | 1999년 12월 | 운행 중          | |
| 7468호 | HDPI99.25 | 1999년 12월 | 운행 중          | 2017년에 중앙선 열차 충돌 사고 발생 당시 운행 차량이다. |
| 7469호 | HDPI99.26 | 1999년 12월 | 운행 중          | |
| 7470호 | HDPI99.27 | 1999년 12월 | 운행 중          | |
| 7471호 | HDPI99.28 | 1999년 12월 | 운행 중          | |
| 7472호 | HDPI99.29 | 1999년 12월 | 운행 중          | |
| 7473호 | HDPI99.30 | 1999년 12월 | 운행 중          | |
| 7474호 | HDPI99.31 | 1999년 12월 | 운행 중          | 2005년 지하서울역으로 들어온적이 있다. |
| 7475호 | HDPI99.32 | 2000년 12월 | 운행 중          | 2004년 청량리-부전간 통일호의 마지막 상행열차를 견인했다. 창문이 쇠창틀로 교체되었다. |
| 7476호 | HDPI99.33 | 2000년 12월 | 운행 중          | 남도해양열차 전용기였으나 2023년 다시 한국철도공사 cl 도장으로 재도색 되었다. 제천역 구내 열차 추돌 사고 이력이 있었다. |
| 7477호 | HDPI99.34 | 2000년 12월 | 운행 중          | 남도해양열차 전용기였으나 2023년 다시 한국철도공사 cl 도장으로 재도색 되었다. 창문이 쇠창틀로 교체되었다. |
| 7478호 | HDPI99.35 | 2000년 12월 | 운행 중          | |
| 7479호 | HDPI99.36 | 2000년 12월 | 운행 중          | 창문이 쇠창틀로 교체되었다. |
| 7480호 | HDPI99.37 | 2000년 12월 | 운행 중          | 충북영동국악와인열차 전용기였으나 다시 한국철도 cl도색으로 환원되었다. 창문이 쇠창틀로 교체되었다. |
| 7481호 | HDPI99.38 | 2000년 12월 | 운행 중          | |
| 7482호 | HDPI99.39 | 2000년 12월 | 2024년 9월 30일  | 북한 출입 용도이다. 2018년 11월 30일 남북 철도 공동조사 열차를 견인하였으며, 2018년 12월 26일 남북철도 도로 착공식에서는 도라산역을 거쳐 판문역으로 갔다. 2024년 6월 20일 장항선 광천-청소 구간에서 화물 제 3435열차 디젤기관차 7625호의 고장으로 구원운행을 하러가다가 후방충돌사고로 언더프레임 굴곡등의 발생으로 인해 같은 해 수리불가판정 후 폐차발령됨. 2026년 고철 매각예정이다. |
| 7483호 | HDPI99.40 | 2000년 12월 | 운행 중          | 남북철도 도로 착공식 특별열차 하행선을 견인하였다. 창문이 쇠창틀로 교체되었다. |
| 7484호 | HDPI99.41 | 2000년 12월 | 운행 중          | 7400호대의 마지막 차량이다. |

## 사진

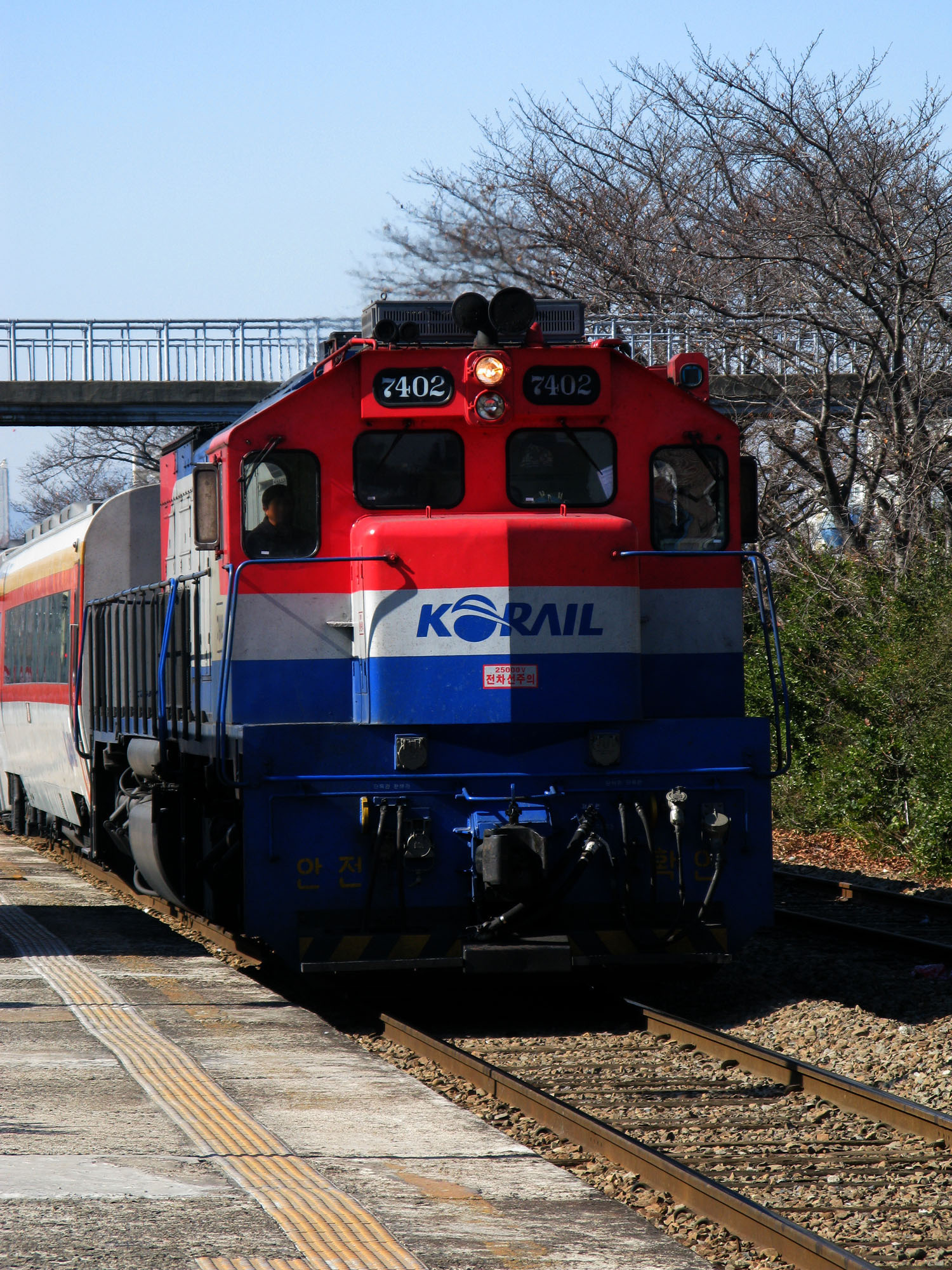
7402호 디젤 전기 기관차
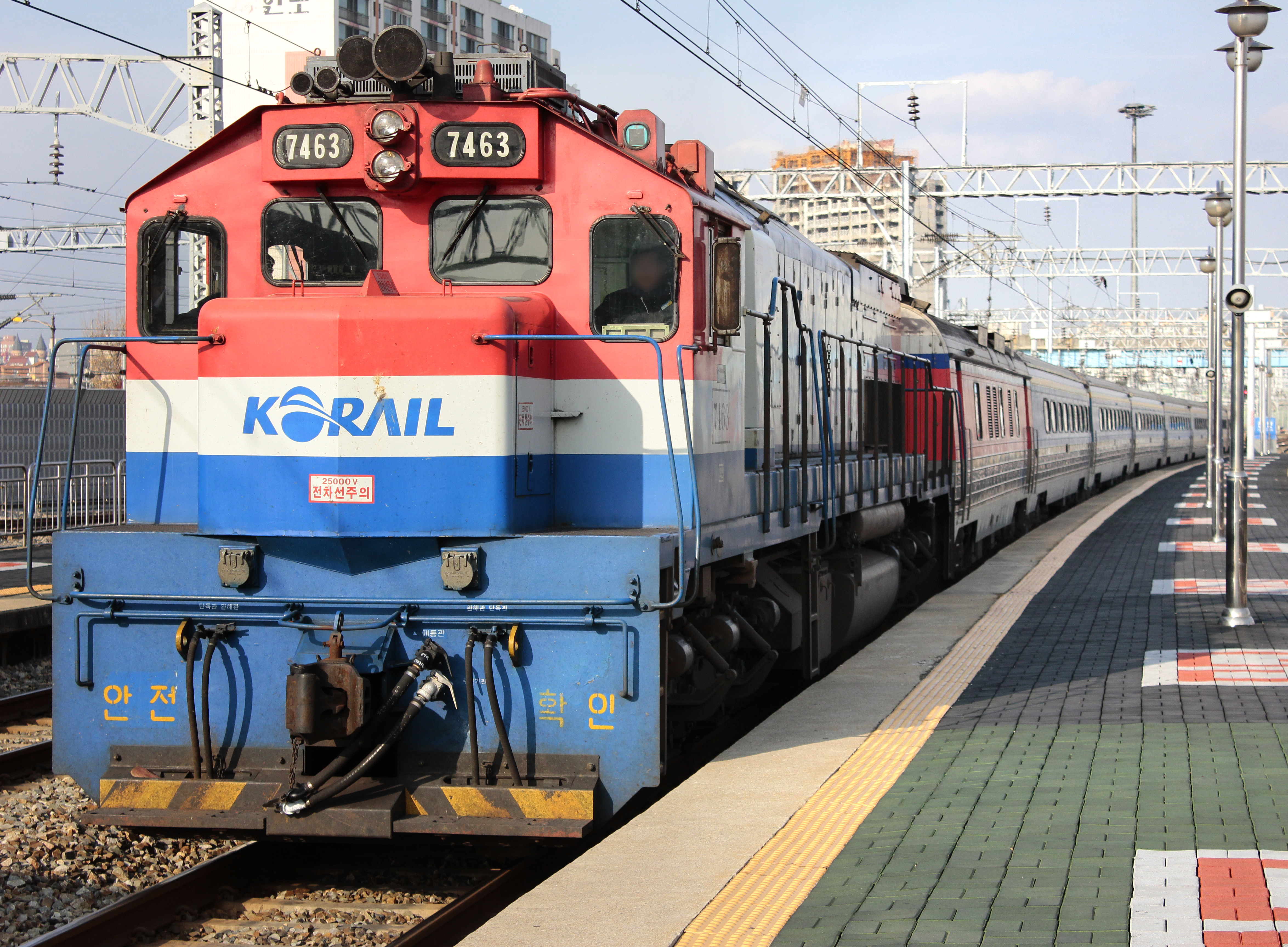
7463호 디젤 전기 기관차
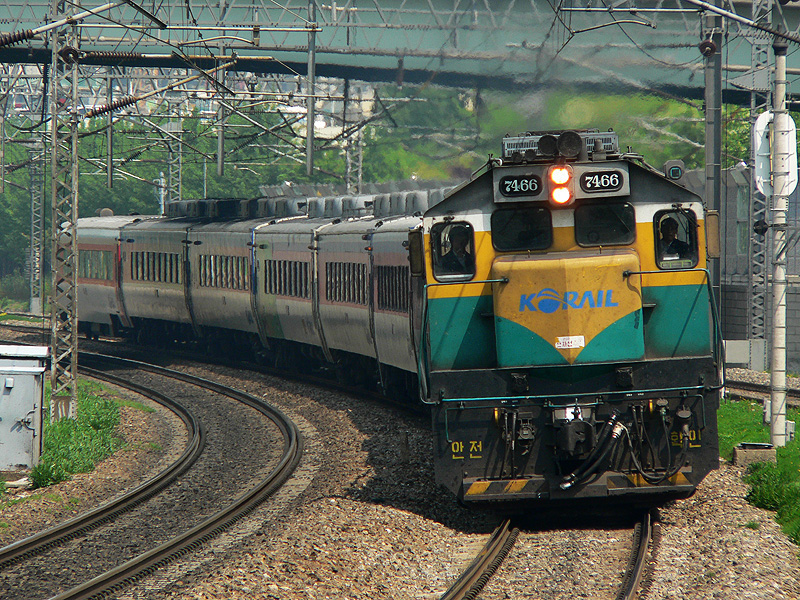
7466호 디젤 전기 기관차 (철도청 구 도색)
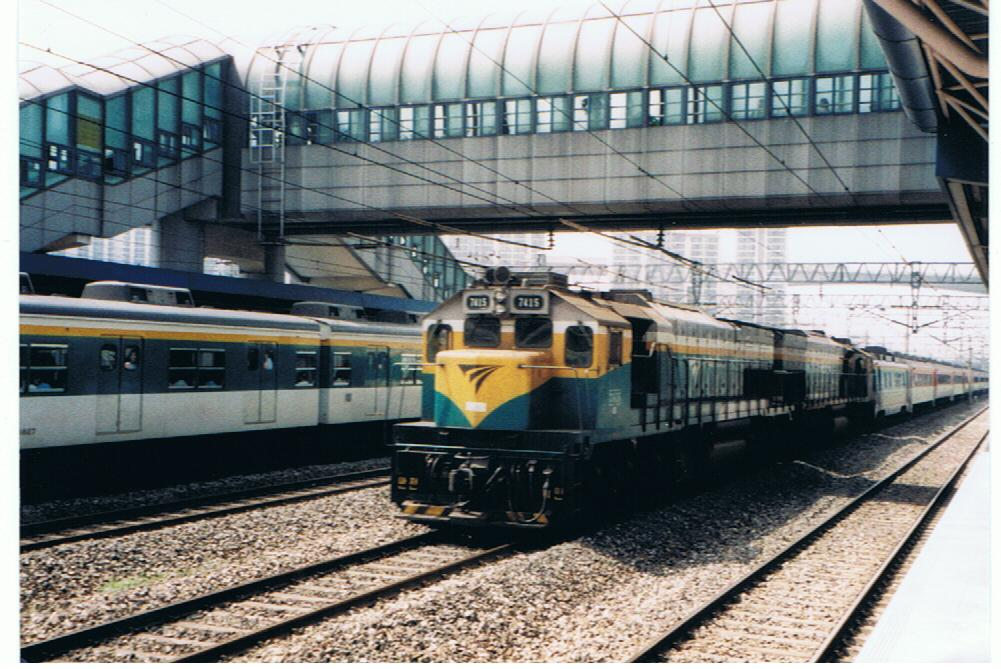
7415호 디젤 전기 기관차 (철도청 구 도색) (현재는 폐차)
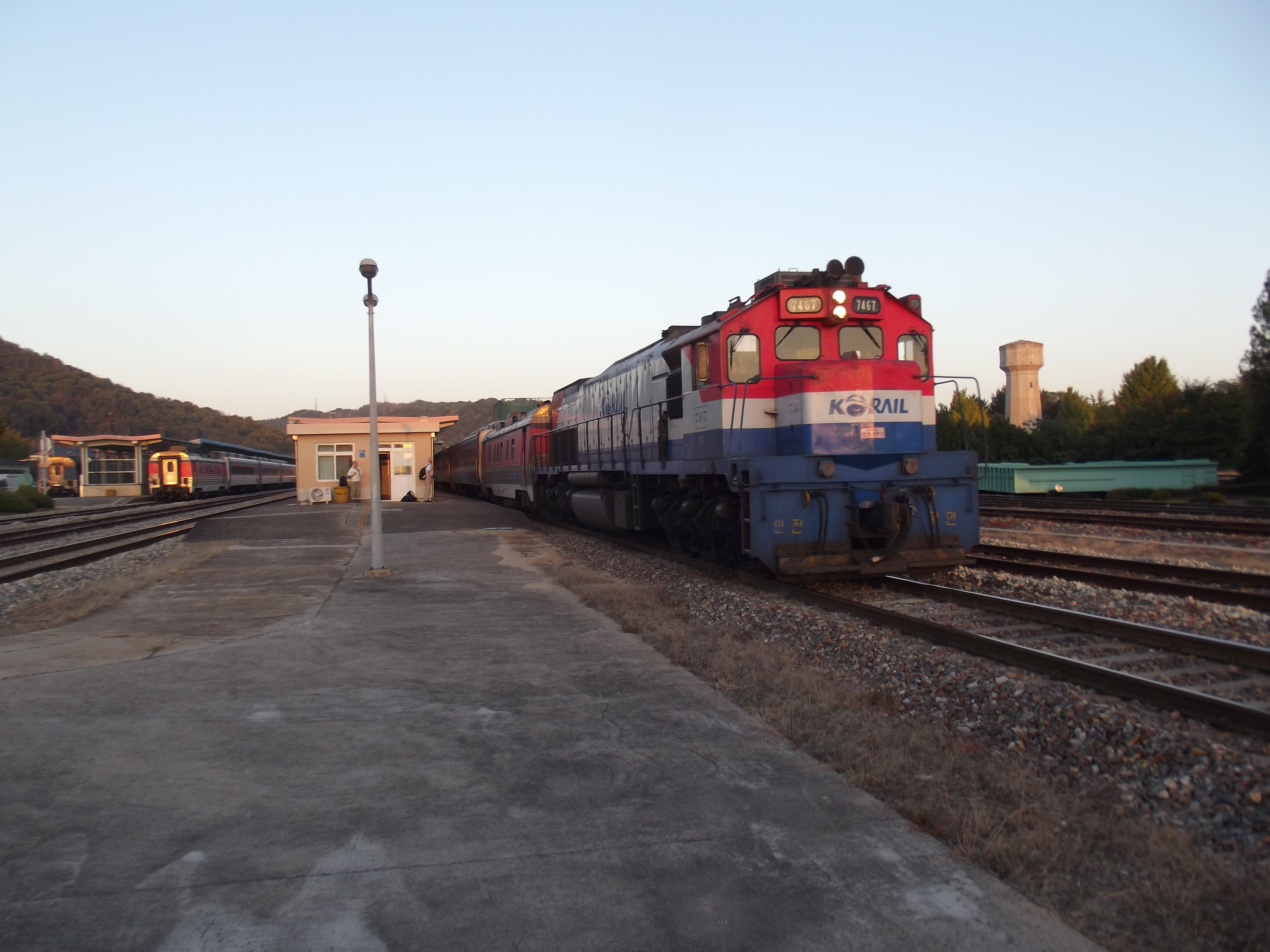
7467호 디젤 전기 기관차
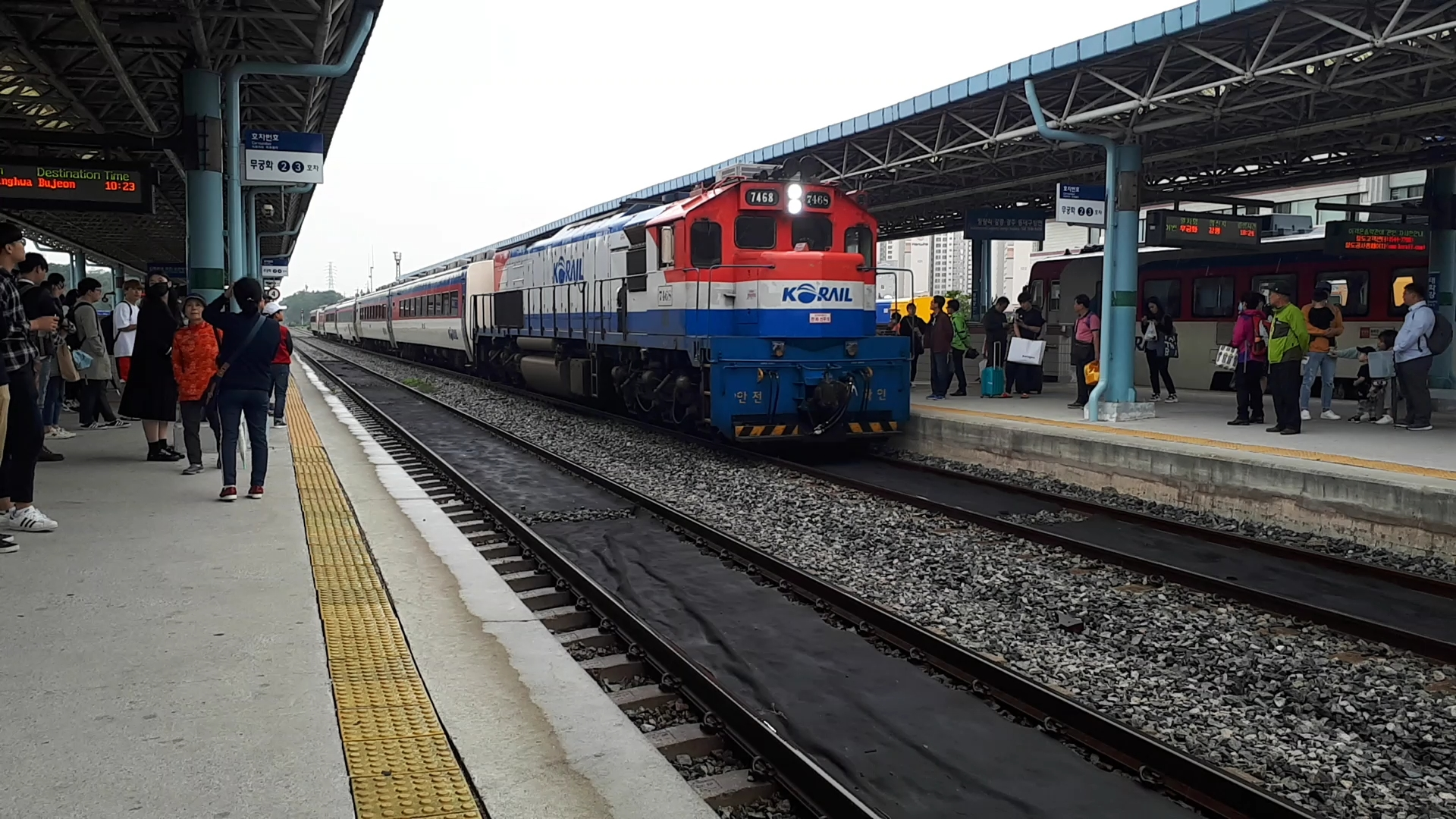
7468호 디젤 전기 기관차
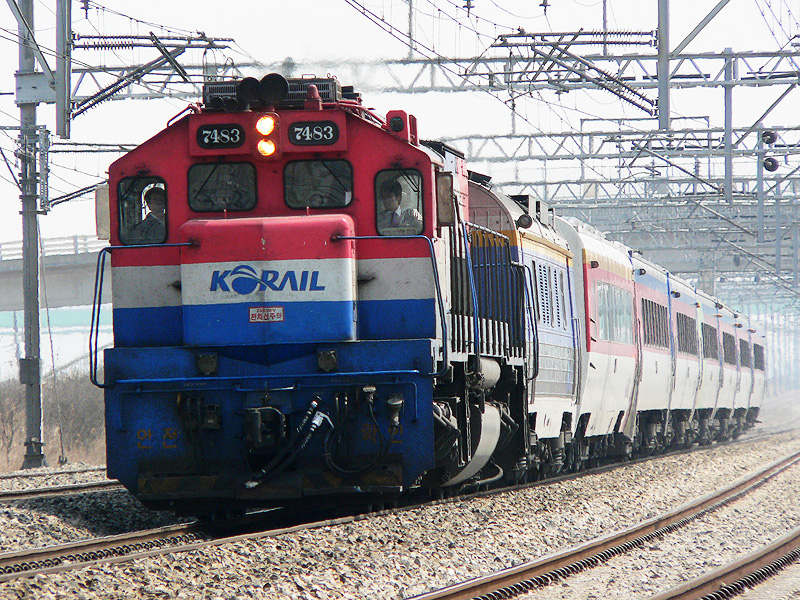
7483호 디젤 전기 기관차
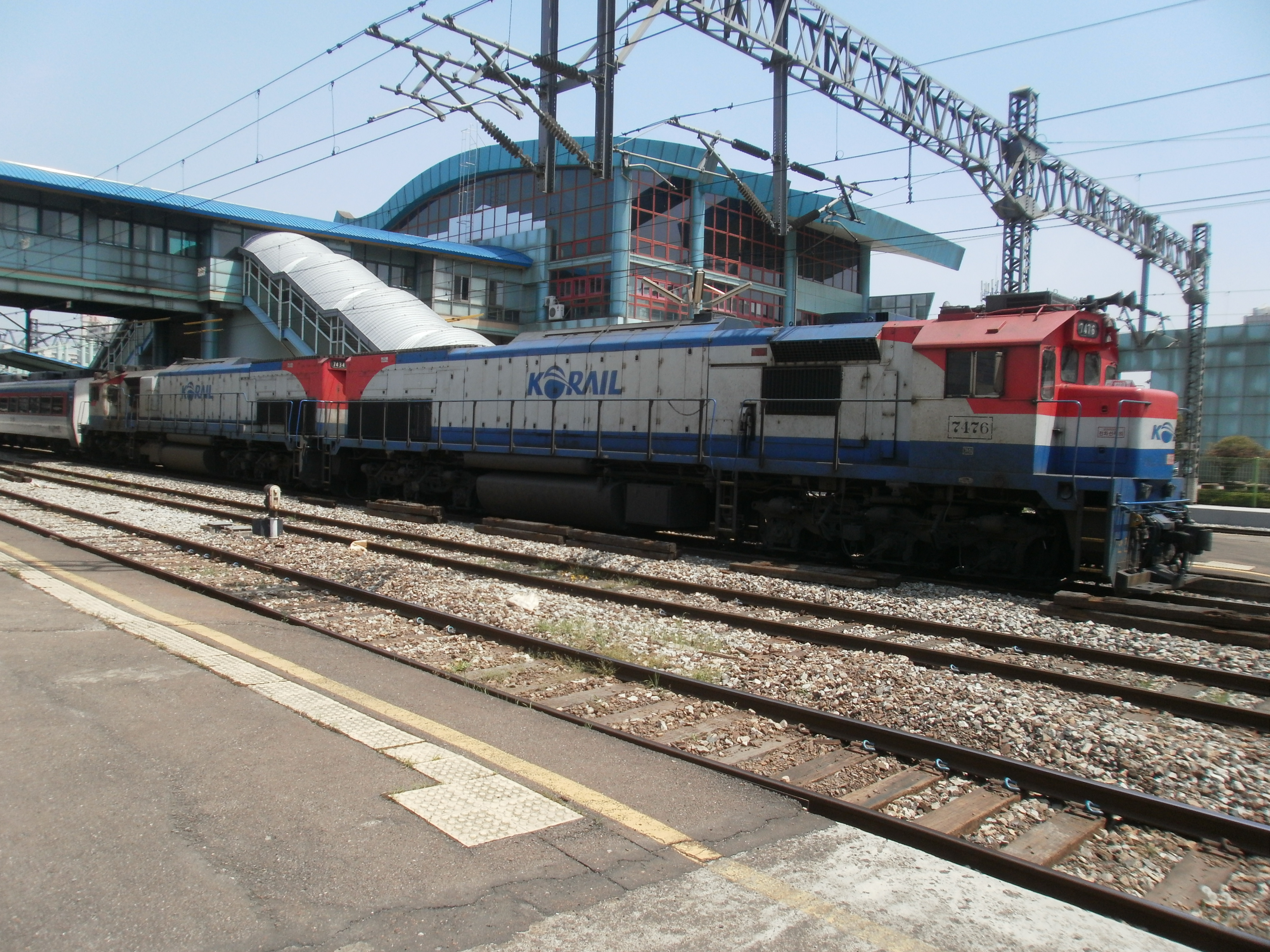
7476호와 7434호 디젤 전기 기관차
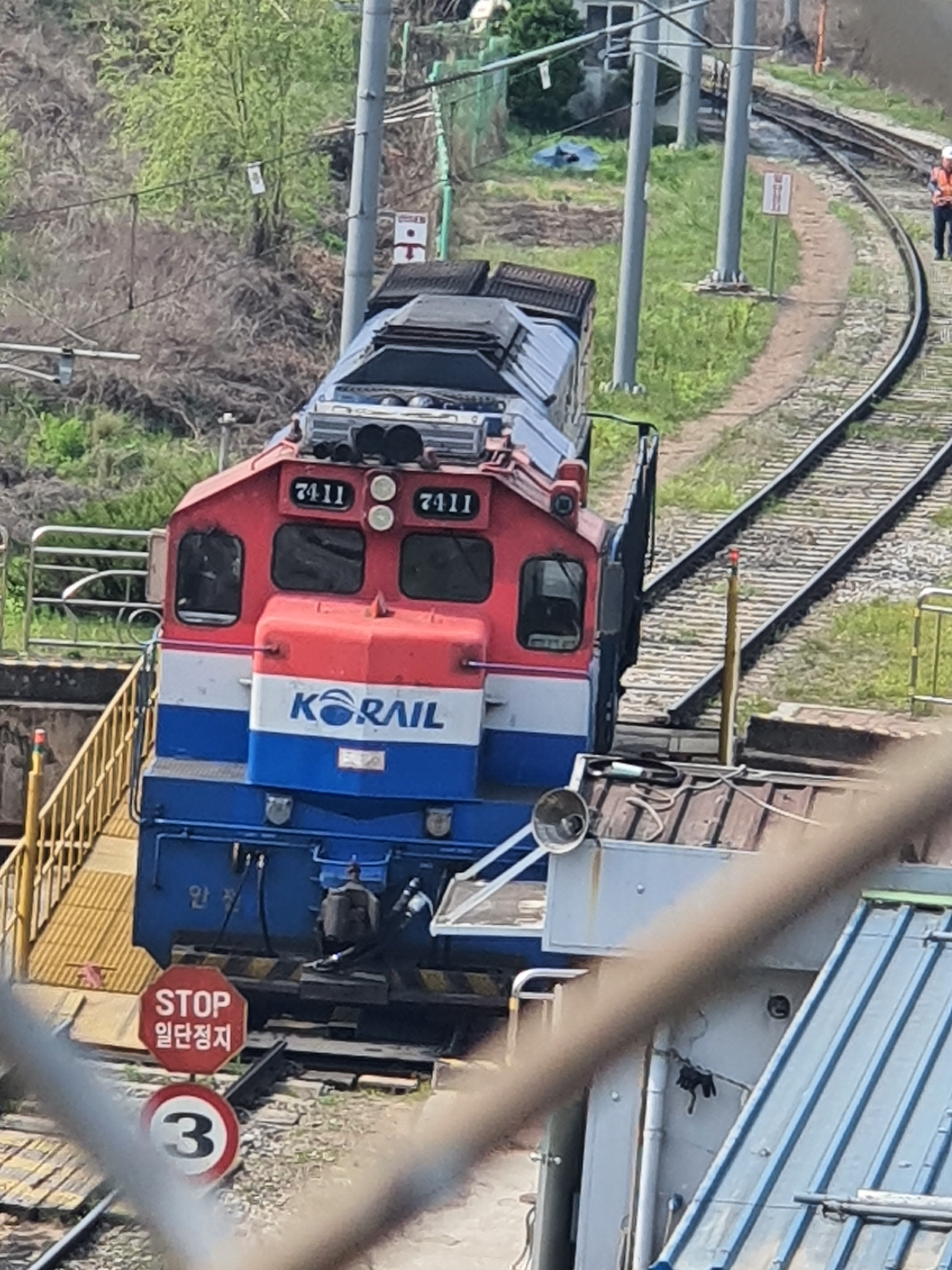
7411호가 회전기로 진입하는 사진 입니다.
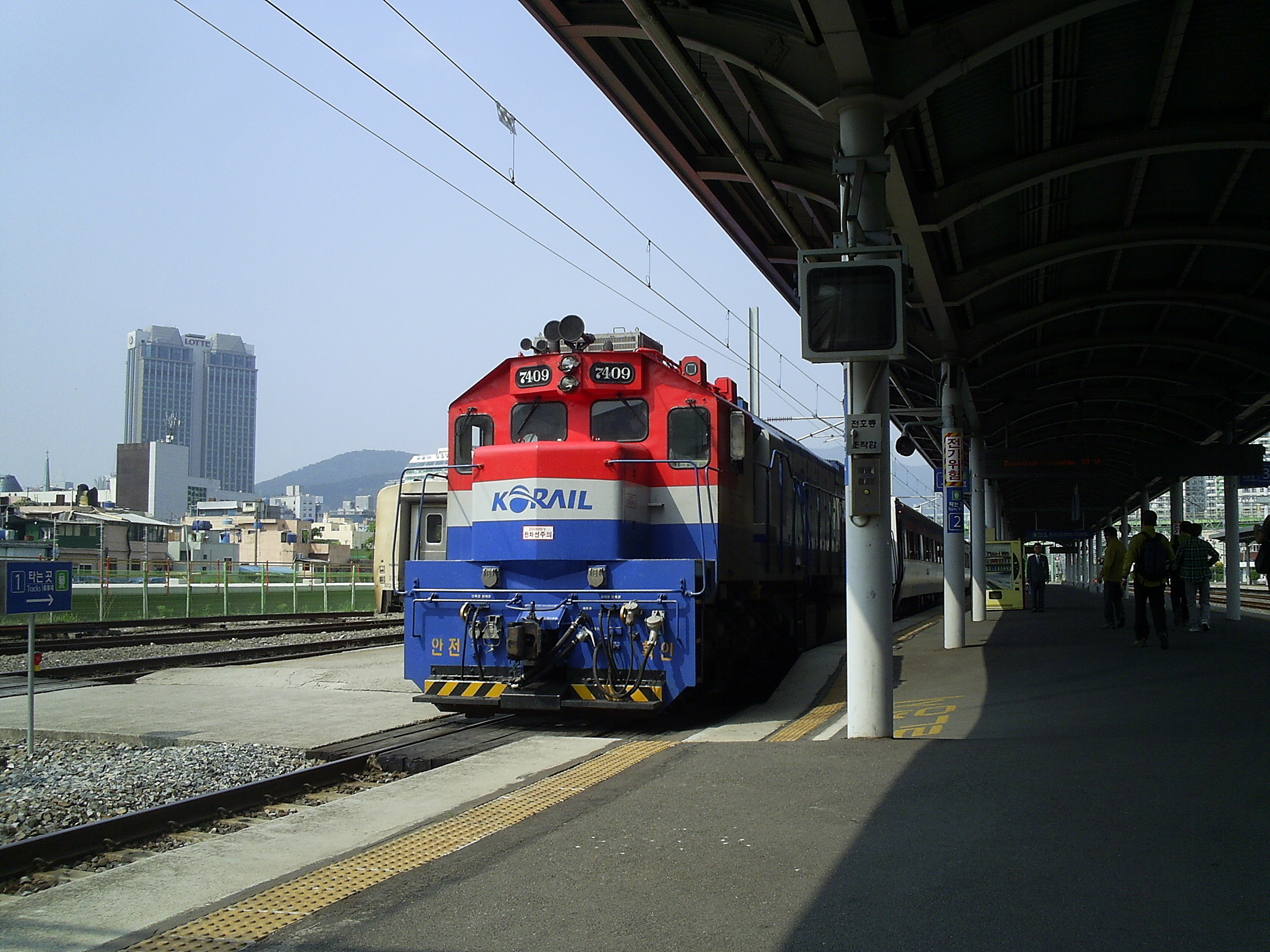
7409호 디젤 전기 기관차

## 같이 보기
- 7000호대 디젤 기관차
- 7100호대 디젤 기관차
- 7200호대 디젤 기관차
- 7300호대 디젤 기관차
- 7500호대 디젤 기관차
- 7600호대 디젤 기관차